# Bill Sheffield

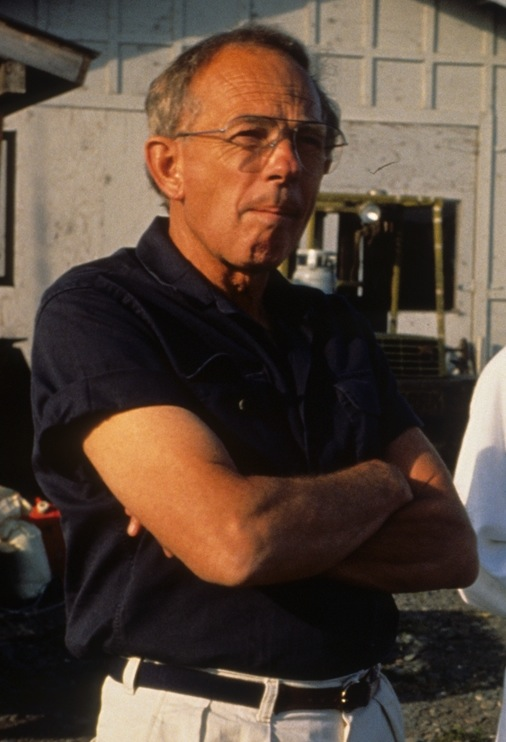
Bill Sheffield, 1989.

William Jennings "Bill" Sheffield, född 26 juni 1928 i Spokane, Washington, död 4 november 2022 i Anchorage, Alaska, var en amerikansk demokratisk politiker. Han var den sjätte guvernören i delstaten Alaska mellan 1982 och 1986. Sheffields tid som guvernör var fylld av kontroverser och han riskerade under en period åtal.
Under sin tid som guvernör fick han igenom ett impopulärt förslag att förena Alaskas tidszoner. Tidigare var Alaska indelat i fyra tidszoner. Sheffields förslag placerade nästan hela delstaten, med undantag av Aleuterna väst om Dutch Harbor, i tidszonen UTC-9. Till en början uppstod protester, då de boende i Alaska Panhandle inte längre hade samma tidszon som fastlands-USA:s västkust, och de i centrala delstaten i praktiken placerades i en ständig sommartid. Mer än tjugo år senare debatterades frågan fortfarande i delstatens lagstiftande församling.
Efter sin tid som guvernör var Sheffield styrelseordförande i Alaska Railroad mellan 1985 och 1997 och därefter verkställande direktör mellan 1997 och 2001. År 2008 var han fortfarande med i styrelsen för Alaska Railroad i egenskap av vice styrelseordförande.